# Janica Kostelić
Janica Kostelić (Zagreb, Yugoslavia, 5 de enero de 1982) es una política y deportista croata que compitió en esquí alpino; cuatro veces campeona olímpica, cinco veces campeona mundial y ganadora del Premio Laureus. Su hermano Ivica compitió en el mismo deporte.

## Trayectoria
Participó en tres Juegos Olímpicos de Invierno, obteniendo en total seis medallas, cuatro en Salt Lake City 2002, oro en eslalon, eslalon gigante y combinada y plata en el supergigante, y dos en Turín 2006, oro en la combinada y plata en el supergigante, así como el octavo lugar en Nagano 1998 (combinada).
Ganó cinco medallas de oro en el Campeonato Mundial de Esquí Alpino, en los años 2003 y 2005.
En la Copa del Mundo consiguió treinta victorias y 55 podios en total. Ganó la clasificación general de la Copa del Mundo en dos ocasiones: 2003 y 2006.
Fue la abanderada de Croacia en las ceremonias de apertura de los Juegos Olímpicos de Nagano 1998, Salt Lake City 2002 y Turín 2006.
A lo largo de su carrera pasó por diez operaciones de rodilla a causa de accidentes en las pistas de esquí. La primera y más grave fue en 1999, en las pistas de Sankt Moritz (Suiza). Se perdió la temporada 2003-2004 por nuevas lesiones.
En 2001 fue galardonada con el Premio Estatal de Deportes Franjo Bučar y el Premio Skieur d’Or. En 2006 recibió el Premio Laureus a la Mejor Deportista Femenina del Año y el Premio Monique Berlioux.
Fue nombrada «Deportista femenina del año» por Sportske Novosti en ocho ocasiones, de 1998 a 2003, 2005 y 2006, y «Deportista femenina del año» por el Comité Olímpico Croata seis veces: 2000, 2001, 2002, 2003, 2005 y 2006.
En 2001 Correos de Croacia emitió un sello postal en su honor. En 2005 fue declarada ciudadana honoraria de la ciudad de Zagreb.
Se retiró de la competición en 2007. Posteriormente, trabajó como profesora en un club de esquí de su ciudad natal. En 2009 fue nombrada embajadora de la Academia de los Premios Laureus. En 2016 fue elegida secretaria de Estado de Ciencia, Educación y Deporte en el Gobierno de Croacia.

## Palmarés internacional
| Juegos Olímpicos   | Juegos Olímpicos                | Juegos Olímpicos | Juegos Olímpicos |
| Año                | Lugar                           | Medalla          | Prueba           |
| ------------------ | ------------------------------- | ---------------- | ---------------- |
| 2002               | Salt Lake City (Estados Unidos) | Medalla de oro   | Eslalon          |
| 2002               | Salt Lake City (Estados Unidos) | Medalla de oro   | Eslalon gigante  |
| 2002               | Salt Lake City (Estados Unidos) | Medalla de oro   | Combinada        |
| 2002               | Salt Lake City (Estados Unidos) | Medalla de plata | Supergigante     |
| 2006               | Turín (Italia)                  | Medalla de oro   | Combinada        |
| 2006               | Turín (Italia)                  | Medalla de plata | Supergigante     |
| Campeonato Mundial |                                 |                  |                  |
| Año                | Lugar                           | Medalla          | Prueba           |
| 2003               | St. Moritz (Suiza)              | Medalla de oro   | Eslalon          |
| 2003               | St. Moritz (Suiza)              | Medalla de oro   | Combinada        |
| 2005               | Bormio (Italia)                 | Medalla de oro   | Descenso         |
| 2005               | Bormio (Italia)                 | Medalla de oro   | Eslalon          |
| 2005               | Bormio (Italia)                 | Medalla de oro   | Combinada        |